# 大南锡都会区
大南锡都会区（法語：Métropole du Grand Nancy），前身为大南锡城市公共社区（法語：Communauté urbaine du Grand Nancy，CUGN），简称大南锡（法語：Grand Nancy）是法国东北部默尔特-摩泽尔省的都会区。都会区以南锡为中心，是法德比卢边境地区合作组织的地理中心。

## 历史
南锡区域的城市群合作最早可以追溯到1959年成立的包括了周边十二个市镇的南锡居民区（法語：District de l'agglomération nancéienne）。1996年1月1日，随着另外八个周边市镇的加入，南锡居民区升级为大南锡城市公共社区。2016年，大南锡城市群变为现在的大南锡都会区。

## 市镇
大南锡都会区由以下20个市镇组成：
1. 默尔特河畔阿尔
2. 多马尔特蒙
3. 埃塞莱南锡
4. 弗莱维尔德旺南锡
5. 埃耶库尔
6. 乌德蒙
7. 雅维尔-拉马尔格朗日
8. 拉讷沃维尔德旺南锡
9. 拉克苏
10. 吕德尔
11. 马尔泽维尔
12. 马克塞维尔
13. 南锡
14. 皮尔努瓦
15. 圣马克斯
16. 索尔叙尔莱南锡
17. 塞尚
18. 通布莱讷
19. 旺德夫尔莱南锡
20. 维莱莱南锡